# Kattenturmer Heerstraße
Die Kattenturmer Heerstraße  ist eine zentrale Durchgangsstraße in Bremen, Stadtteil Obervieland, Ortsteile Kattenturm und Kattenesch. Sie führt als Bundesstraße 6 in Nord-Süd-Richtung von der Kornstraße in der Neustadt bis zur Bremer Straße in Brinkum.
Die Querstraßen und Anschlussstraßen wurden u. a. benannt als Kornstraße nach einer Flurbezeichnung, Autobahnzubringer Arsten (B 6n), Neuenlander Straße nach der Feldmark Nielandt im Gebiet Obervihlandt, Arsterdamm 1905 nach einem Feldweg mit gleichem Namen (seit 1825 Straße) der zum Dorf Arsten führt, Krimpelweg nach den Krimpelhöfen in Huckelriede, Auf dem Beginenlande nach den ehelosen Frauen, die als christliche Gemeinschaft in Bremen in zwei Beginenhäusern lebten, Schweersweg 1962 nach der Gutsbesitzerin von Gut Wolfskuhle Henriette Schweers, Theodor-Billroth-Straße nach dem  Chirurgen Theodor Billroth (1829–1894), Wolfskuhlenweg nach dem Gut Wolfskuhle, Kattenescher Weg nach dem Ortsteil, wobei Kat für die Laufgrabenkatze im äußeren Bremer Verteidigungsring steht und esch Ackerland bedeutet, und Bremer Straße; ansonsten siehe beim Link zu den Straßen.

## Geschichte

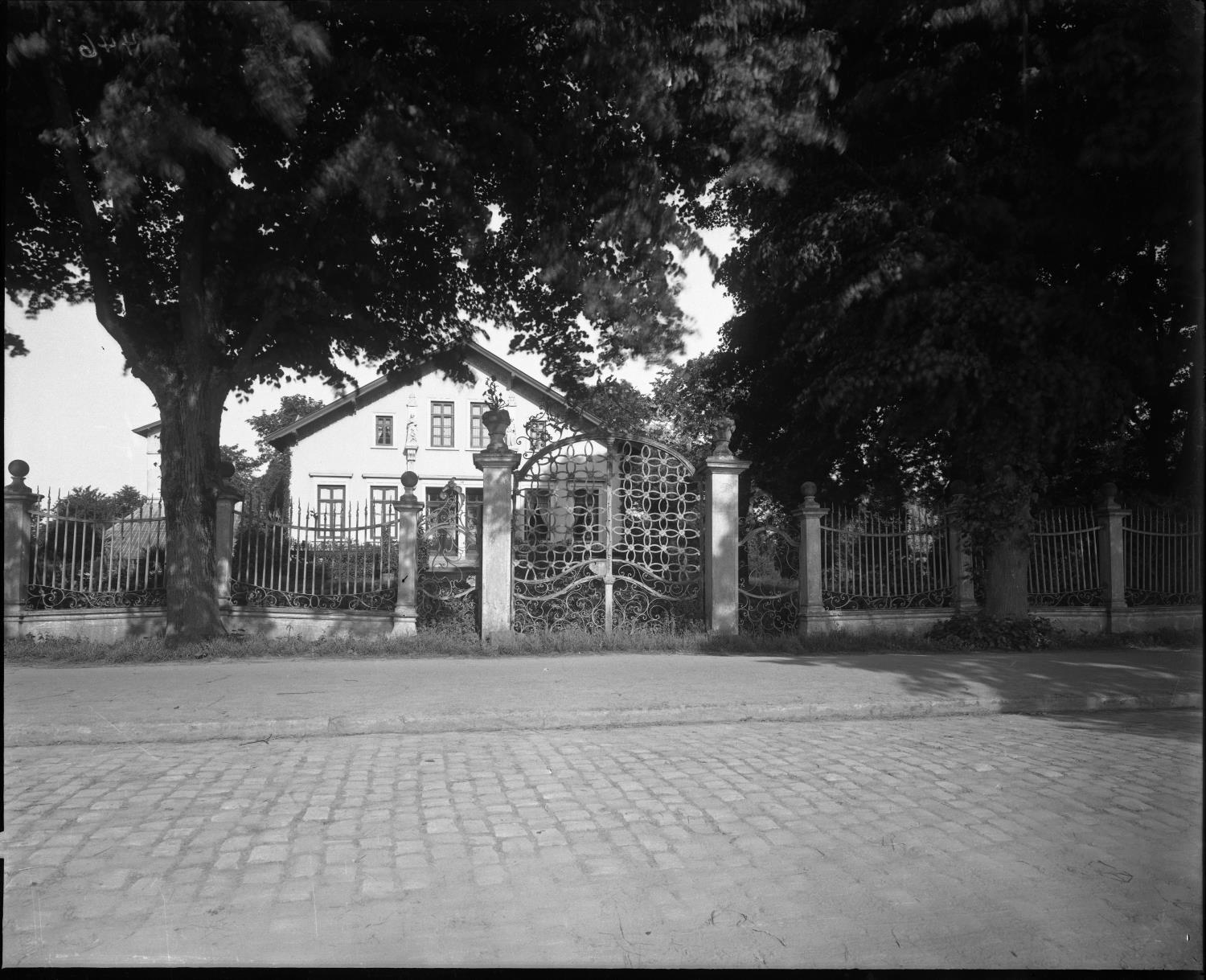
Gut Wolfskuhle mit Franzosentor von 1896

### Name
Die Kattenturmer Heerstraße wurde benannt nach dem 1390 erstmals erwähnten Catteneschnertorme (1398: torne to dem Kattenesche), einem nicht mehr vorhandenen festen, mehrgeschossigen Wachturm, zeitweise sogar kleinem Fort, das den Übergang der Landstraße von Syke über die Ochtum sicherte. Der Kattenthorn – wie er auch hieß – stand an der Ochtum, über die eine Zugbrücke führte, im heutigen Kattenesch. Katten steht dabei für die niederdeutsche Form von Katzen. In Bremen und Umzu wurden viele Heerstraßen nach 1800 gebaut oder Chausseen als Heerstraßen benannt (siehe Bremer Straßen).

### Entwicklung
Das Vieland war ein flaches, sumpfiges Land, das ab 1201 teilweise kultiviert wurde. Im 14. Jahrhundert errang Bremen die Landesrechte. Das Landgut Wolfskuhle  wurde 1758 ausgebaut. 1799 wurde die Zugbrücke über die Ochtum durch eine feste Brücke ersetzt. Der Turm wurde 1803 abgerissen. 1812 hatte Kattenturm um bis 15 und Kattenesch 52 Einwohner. Kattenesch wurde 1921 eingemeindet und 1962 der Stadtteil Obervieland begründet.

Der Ortsteil Kattenturm war vor 1960 eher dörflich geprägt und auch Kattenesch ist ein junger Ortsteil, der nach 1960 ausgebaut wurde. Die Kattenturmer Heerstraße war eine Landstraße, die von Syke bzw. Bassum nach Bremen führte.

### Verkehr
Die alte Landstraße wurde im 19. Jahrhundert zur Kattenturmer Heerstraße ausgebaut, ein weiterer Ausbau folgte 1935. Sie wurde um 1933 Teil der Reichsstraße R6 und so zur Bundesstraße 6. Ab der Ausfahrt Bremen-Kattenturm teilt sie sich in die Bundesstraße 6 und die B 6n, die als autobahnähnliche Straße vierspurig zur Bundesautobahn 1 (A 1, AS Bremen-Arsten) führt. Die Kattenturmer Heerstraße als B6 soll durch eine neue Straße am Flughafen entlastet werden.
Die Bremen-Arster Bahn fuhr von 1910 bis 1916 mit einem Oberleitungsbus auf der Kattenturmer Heerstraße.
Die Straßenbahn Bremen tangiert heute mit der Linie 4  (Arsten – Lilienthal) den Bereich an der Haltestelle Sielhof an der Kornstraße.
Im Nahverkehr in Bremen durchfährt die Straße die Buslinien 52 (Huchting ↔ Kattenturm), 53 (Huckelriede ↔ Brinkum) bis Wolfskuhlenweg, 101 (Bremen Hbf – Bassum), 102 (Bremen Hbf – Syke), 120 (Bremen Hbf – Kirchweyhe), 226 (Bremen Hbf – Wildeshausen) und 750 sowie N9 (Vahr-Arsten).
Radwanderweg vom Habenhauser Deich, via Kattenesch (Sportanlage), dann an der Ochtum nach Huchting.

## Gebäude und Anlagen
An der Straße stehen überwiegend ein- bis zweigeschossige Gebäude.
Erwähnenswerte Gebäude und Anlagen
- Zwischen Autobahnzubringer und Arsterdamm: Arster Park
- Nr. 30: Hier befanden sich von 1949 bis nach 1962 die Arsterdamm-Lichtspiele, ein Bremer Kino mit 220 Plätzen
- Nr. 1–35: 1-gesch. Einkaufszentrum
- Nr. 139: 2-gesch. Seniorenwohnanlage
- Nr. 141: 1- bis 2-gesch. Nierenzentrum Bremen Süd
- Zwischen Nr. 141 bis Wolfskuhlenweg: 3 Hektar großer Wolfskuhlenpark von 1933, 2003 saniert
- Nr. 140/142: 2-gesch. Einkaufszentrum
- Nr. 156–162: 3-gesch. neues (um 2015)  Reha-Haus
- Nr. 178b: KiTa Theodor-Billroth-Straße der AWO
- Zwischen Wolfskuhlenweg bis Nr. 225: Kleingartengebiet An der Wolfskuhle sowie die Wohnsiedlung Wolfskuhle
- Nr. 231 bis 235b: 2-gesch. verklinkerte Reihenhaus-Wohnanlage mit eingebundenem früheren Hochbunker mit 994 Plätzen und dem Blütenteppich von Edeltraut Rath (2002)
- Nr. 249/251: 1-gesch. Rotsteingebäude als Wohnheim
- Nr. 326: 1-gesch. Einkaufszentrum
- Weg zum Ochtumdeich Richtung Huchting vorbei am Flughafen zum Park links der Weser
- Weg am Ochtumdeich von Kattenesch Richtung Arsten